# Paralimna nigripes
Paralimna nigripes är en tvåvingeart som beskrevs av Adams 1905. Paralimna nigripes ingår i släktet Paralimna och familjen vattenflugor. Inga underarter finns listade i Catalogue of Life.